# Podischnus agenor
Podischnus agenor är en skalbaggsart som beskrevs av Olivier 1789. Podischnus agenor ingår i släktet Podischnus och familjen Dynastidae. Inga underarter finns listade i Catalogue of Life.